# Schloss Goldenberg
Das Schloss Goldenberg ist ein Schloss in der Gemeinde Dorf im Schweizer Kanton Zürich. Der Unterbau des Turms geht auf eine Burg aus dem 13. Jh. zurück, der restliche Teil stammt aus dem 18. Jh. Im Schloss ist ein Weingut untergebracht, angrenzend an das Schloss wird ein Golfplatz betrieben.

## Lage
Die Anlage liegt zuoberst im Flaachtal nordöstlich den Siedlungen Dorf auf einem Goldenberg genannten Sandsteinhügel. Die ehemalige Burg konnte den Verkehrsweg von Henggart nach Flaach überwachen, der südlich der Burg zwischen dem Goldberg und dem benachbarten Bergbuck verläuft. Der Ausblick vom Goldenberg reicht bis in den Schwarzwald, in die Region Schaffhausen und in die Bodenseeregion. Das Schloss liegt 75 m über dem Dorfkern und ist über zwei Fahrstrassen von der Flaacherstrasse aus zu erreichen. Auf der Westseite des Schlosses befindet sich der Rebberg des Weingutes, die übrigen Seiten der Anlage grenzen an den nach dem Schloss benannten Golfplatz.

## Geschichte
Das Geschlecht der Goldenberger ist seit 1248 nachgewiesen. Sie waren Dienstleute der Kyburger und nach deren Aussterben im Mannesstamm der Habsburger. Nachdem die Goldenberger 1363 mit Oberwinterthur und der Mörsburg belehnt wurden, verlegten sie ihren Sitz auf die Mörsburg, wo das Geschlecht 1569 ausstarb. Goldenberg ging 1383 an die Ritter von Gachnang, welche die Burg zu ihrem neuen Hauptsitz machten. Bei einem Brand im September 1559 wurde die Burg fast vollständig zerstört, einzig der untere Teil des Wohnturm blieb erhalten. Die Gachnanger bauten die Burg wieder auf und verkauften sie kurz darauf an Josua Gumprecht. 1577 ging die Burg an die Zürcher Ratsherrenfamilie Holzhalb, 1637 an eine Familie Schmid ebenfalls aus Zürich, die während mehreren Generationen auf der Burg wohnte. Unter den beiden letztgenannten Besitzerfamilien erhielt das Schloss das heutige Aussehen.
1765 übernahm der Winterthurer Färber Abraham Brunner das Schloss, musste aber seinem Vorbesitzer Junker Kaspar Schmid das Wohnrecht bis an sein Lebensende einräumen. Nach drei Jahren wurde Schmid von Brunner nachts im Schlafe überfallen, was Brunner den Landesverweis einbrachte. Ab 1773 war Georg Ulrich Biedermann der Besitzer des Schlosses. Er setzte es instand und vergrösserte den Gutsbetrieb.
1823 kaufte der englische Privatier Thomas Naters das Schloss, der sich zuerst als Jakob von Mater ausgab. Er war aus North Hero am Lake Champlain in Vermont, USA, nach Europa zurückgekehrt war. Thomas Naters war der mütterliche Cousin von William Adams, dem unehelichen Sohn des englischen Landbesitzers Alexander Adams. Alexander Adams verstarb 1817 und hinterließ ein beträchtliches Vermögen mit Ländereien, das jedoch aufgrund von Unregelmäßigkeiten im Testament nicht vollständig an Thomas Naters ging. Stattdessen erhielt er nur den Geldanteil des Erbes.
Thomas Naters, bekannt für seine philanthropischen Aktivitäten sowohl in der Schweiz als auch in Großbritannien, lebte zurückgezogen auf Schloss Goldenberg. Er verstarb 1836 im Alter von 72 Jahren und hinterließ ein Vermögen von 120.000 £. Nach seinem Tod ging das Erbe an einen weiteren Cousin, William Mather, über, der als Maurer in Newcastle upon Tyne beschrieben wird.
Ab 1893 war der Zürcher Arnold Vogel Besitzer des Gutes, das sich bis heute im Besitz seiner Nachkommen befindet.

## Bauwerk

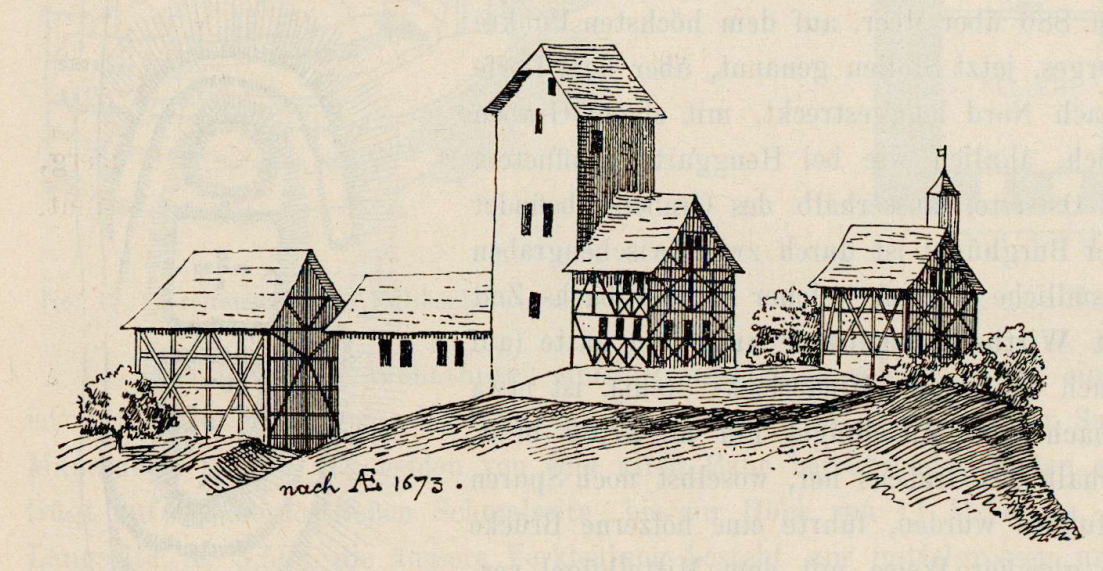
Ansicht der Burg im 17. Jh.

Der Turm der heutigen Anlage dürfte der ehemalige Wohnturm der Burg aus dem 13. Jh. sein. Er ist aus Findlingen und Tuffstein-Bossenwerk gebaut und hat einen quadratischen Grundriss von 10,6 × 10,6 Metern, wobei die Mauern 2,3 Meter dick sind. Der Turm wurde beim Umbau am Anfang des 18. Jh. um ein oder zwei Stockwerke gekürzt und mit einem französischen Dachstuhl versehen. Auf der Nordseite des Turmes schliesst sich das Wohngebäude an, das im 17. Jh. in der heutigen Form gebaut wurde. Südwestlich vom Turm liegt ein Garten, der früher der Burghof war. Nördlich des Wohngebäudes lag früher ein Graben, der die Vorburg von der Kernburg abtrennte, wobei die Vorburg als Ökonomiegebäude diente. Die Wirtschaftsgebäude sind auch heute noch nördlich des Wohnhauses zu finden.